# Mobārakeh-ye Do
Mobārakeh-ye Do (persiska: Mobārakī-ye Do, مبارکه دو) är en ort i Iran.   Den ligger i provinsen Khuzestan, i den västra delen av landet, 600 km söder om huvudstaden Teheran. Mobārakeh-ye Do ligger 12 meter över havet och antalet invånare är 329.
Terrängen runt Mobārakeh-ye Do är mycket platt. Runt Mobārakeh-ye Do är det ganska tätbefolkat, med 144 invånare per kvadratkilometer. Närmaste större samhälle är Abū Nāgeh, 10,0 km norr om Mobārakeh-ye Do. Omgivningarna runt Mobārakeh-ye Do är i huvudsak ett öppet busklandskap.